# Gerda Wagener
Gerda Wagener (* 1953; † 1998) war eine deutsche Autorin von Kinder- und Jugendliteratur, deren Werke in zahlreiche andere Sprachen übersetzt wurden.

## Leben
Gerda Wagener studierte in Essen Sozialpädagogik und Germanistik. Im Anschluss daran arbeitete sie ab 1977 in der Erwachsenenbildung und war stellvertretende Leiterin einer Katholischen Familienbildungsstätte.
Mitte der 1980er Jahre veröffentlichte Gerda Wagener Beiträge in pädagogischen Fachzeitschriften und begann ihre schriftstellerische Laufbahn als Autorin von Kinder- und Jugendliteratur. Ihr erster großer Erfolg war 1987 das Kinderbuch Typisch Mama.
Ihre Bücher wurden in zahlreiche andere Sprachen wie Finnisch, Schwedisch, Niederländisch, Französisch, Slowenisch und Italienisch übersetzt.
Gerda Wagener lebte in Wuppertal und kam im Juni 1998 während einer Lesereise bei einem Verkehrsunfall ums Leben.

## Bibliographie

### Kinder- und Jugendliteratur
- Typisch Mama! (1987, 2. Auflage 1988)
- Billy und Tiger (1988)
- Die Mondin (1988)
- Odilo (1988, 2. Auflage 1999)
- Klaus Nikolaus von nebenan (1989, 2. Auflage 1993)
- Leo Löwe. Illustrationen: Reinhard Michl (1989, 2. Auflage 1993, 3. Auflage 2011)
- Wenn Warzenschweine tanzen (1992), Ein Brüderchen für Josefine (1992)
- Timo der Eisbär (1992)
- Die Hasenfrau (1993)
- Der klitzekleine Hase und seine Freunde (1993, 2. Auflage 2006)
- Pina und der Schatz aus Gold (1993, 2. Auflage 1994)
- Wölfchen. Mit Bildern von Józef Wilkoń (1993)
- Willy (1994)
- Der klitzekleine Hase und der Fuchs (1994)
- Lorenzo. Mit Bildern von Sabine Wiemers. Albarello Verlag, 1994. ISBN 3-930299-01-1
- Fetzer jagt die Maus. Mit Bildern von Uli Waas. (1995, 2. Auflage 1998)
- Die geheimnisvolle Nacht (1995)
- Mein Opa ist klasse (1996)
- Vampirchen hat im dunkeln Angst (1996)
- Olli, Marco und Riesenbabys Bande (1996)
- In Tinas Klasse spukt’s! (1997)
- Sara und die Indianerin (1997)
- Eli, das fliegende Elefantenkind. Mit Bildern von Sabine Wiemers. Albarello Verlag, 1997. ISBN 3-930299-17-8
- Der Gärtner hat kein Alibi (1997)
- Seemannsgarn für Lena und den Klabautermann (1997)
- Der klitzkleine Hase macht Musik (1998)

Postum erschienen:
- Detektivclub Spürnase (1999)
- Indianergeschichten (1999)